# Mertoyudan
Mertoyudan är en ort i Indonesien.   Den ligger i provinsen Jawa Tengah, i den västra delen av landet, 400 km öster om huvudstaden Jakarta. Mertoyudan ligger 351 meter över havet och antalet invånare är 69 871.
Terrängen runt Mertoyudan är platt söderut, men norrut är den kuperad. Runt Mertoyudan är det mycket tätbefolkat, med 2 181 invånare per kvadratkilometer. Närmaste större samhälle är Magelang, 5,6 km norr om Mertoyudan. Omgivningarna runt Mertoyudan är en mosaik av jordbruksmark och naturlig växtlighet.